# Aburatorigami
Aburatorigami ( あ ぶ ら ら と り ) es un papel tradicional japonés para secar el aceite facial. La traducción directa del término es «papel de extracción de aceite». Como el término implica, aburatorigami absorbe el exceso de aceite, eliminando así el brillo de la cara. Aburatorigami tradicionalmente ha sido utilizado por los actores kabuki y las geishas para mantener el maquillaje fresco en todas las presentaciones. En los tiempos modernos ha crecido en popularidad para el uso diario entre las mujeres por sus diversos beneficios para el cuidado de la piel y el maquillaje. También funciona bien para mantener el equilibrio de agua y aceite en la piel y previene los problemas de la piel.

## Producción
El aburatorigami tradicional está hecho del mejor grado de la hoja de  
abacá de papel secante, en lugar de pulpa o papel de arroz. Aunque a veces se conoce como cáñamo de Manila, cáñamo de Cebú o cáñamo de Dávao, la planta de abacá no está relacionada con el cáñamo verdadero. La Oficina de Servicios de Fibra e Inspección de Filipinas define un total de 15 grados de abacá, el más alto de los cuales se deriva de las vainas foliares ubicadas más cerca del centro del tallo de abacá.
El aburatorigami es esencialmente un subproducto de un proceso artesanal tradicional que está profundamente arraigado en la cultura japonesa, utilizando de manera efectiva como material que de otro modo podría ser desechado.  Después de usar aburatorigami , puede ser compostado y degradado de forma natural en la tierra. No se utilizan productos químicos a base de aceite en su producción. Como resultado, tiene un impacto ambiental relativamente bajo.

## Historia

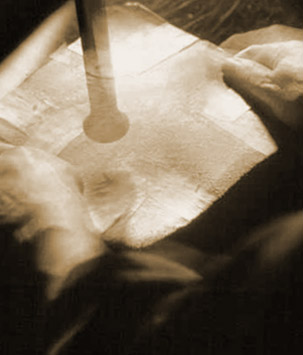
Batiendo el oro

El aburatorigami fue descubierto por sus cualidades absorbentes de aceite hace varios cientos de años, pero estuvo presente efectivamente como un subproducto del proceso de fabricación de la pan de oro hace más de mil años en Kioto. Originalmente llamados hakuuchi-gami, los artesanos del pan de oro de Kanazawa utilizaban este papel especial para proteger el oro durante la vigorosa técnica de batir el oro.
En el período Heian (794-1192), la demanda era extremadamente alta ya que el oro se usaba para decorar templos y para proporcionar al emperador y la nobleza muebles y artesanías de alta calidad. Por lo tanto, mucho hakuuchi-gami fue llevado a Kioto como envoltorio para la delicada hoja de oro.

En el período Edo (1603–1867), los rumores se propagaron rápidamente por todo Kioto de que «¡Hakuuchi-gami te hace sentir como si te hubieras bañado!» La gente se sorprendió al ver la cantidad de aceite que absorbía un pedazo de papel, que luego era tirado. Este fue el momento en que nació el aburatorigami.

## Utilización
Durante el período Edo, Minamiza, el primer teatro Kabuki de Japón, se construyó en Kioto en 1610. Los actores kabuki, como las geishas, estaban especialmente agradecidos de tener un producto que ayudaría a mantener su maquillaje grueso mientras absorbía el exceso de aceite y sudor, en sus actuaciones en teatros sin aire acondicionado. Como resultado, la cultura del aburatorigami comenzó a florecer en Kioto.
Fue entregado a las geishas japonesas en Kioto, como un pequeño regalo de los artesanos del oro que se quedaban en las casas de té, los exclusivos establecimientos también conocidos como Ochaya. Las geishas usaban una base gruesa y blanca con tiempo limitado para retocar su maquillaje durante las presentaciones. Las geishas también usaron el aburatorigami para prepararse y maquillarse, ya que comúnmente tenían  que estar activas durante horas.